# 城戸口静
城戸口 靜（きどぐち しずか、1969年9月25日 - ）は、日本の漫画家。山形県山形市出身。1991年、講談社新人漫画賞佳作を受賞し、『そんなお水のひとりごと』でデビューする。
代表作は『お水の花道』など。

## 作品リスト
- お水の花道 （作画：理花、講談社、KISS、全15巻）
- そんなお水のひとりごと（全4巻）
- お水白書（全1巻）
- 夜に開くはお水の花（全1巻）
- 新宿姫（全3巻）
- キャバママ（作画：山田圭子、講談社、KISS、全11巻）
- 新･お水の花道　時をかけるチョウ（作画：卯月八亮、ソニー･デジタルエンタテイメント、ブックシェア、全2巻）